# John Standing
John Ronald Leon Standing (Londra, 16 agosto 1934) è un attore britannico.

## Biografia
Sir John Standing è nato a Londra dall'attrice Kay Hammond (nata Dorothy Katherine Standing) e dal baronetto Ronald George Leon. Cresciuto in un ambiente da sempre particolarmente votato all'arte e alla recitazione –  Herbert Standing era suo bisnonno, mentre Guy Standing fu suo nonno e il suo patrigno fu John Clemens – iniziò a formarsi all'Eton College, prima di studiare alla Byam Shaw School of Art di Londra.
A fianco della sua prolifica attività teatrale, si contano ruoli di rilievo nella televisione britannica, tra i quali si ricordano quelli in Una modella per l'onorevole, La talpa, The First Churchills, Lime Street e L'ispettore Barnaby. Ha preso parte anche a varie produzioni cinematografiche come Qualcuno da odiare (1965), Cammina, non correre (1966), La notte dell'aquila (1976), The Elephant Man (1980), Mrs. Dalloway (1997), 8 donne e ½ (1999), sua unica prova da protagonista, e V per Vendetta (2005).
Nel 2011 ha interpretato Jon Arryn nell'episodio pilota della serie HBO Il Trono di Spade.

## Filmografia parziale

### Cinema
- Due mariti per volta (A Pair of Briefs), regia di Ralph Thomas (1962)
- La vergine di ferro (The Iron Maiden), regia di Gerald Thomas (1962)
- Qualcuno da odiare (King Rat), regia di Bryan Forbes (1965)
- La bambola di cera (The Psycopath), regia di Freddie Francis (1966)
- Cammina, non correre (Walk Don't Run), regia di Charles Walters (1966)
- Il giardino delle torture (Torture Garden), regia di Freddie Francis (1967)
- X Y e Zi (Zee and Co.), regia di Brian G. Hutton (1972)
- Le femmine sono nate per fare l'amore (Au Pair Girls), regia di Val Guest (1972)
- La notte dell'aquila (The Eagle Has Landed), regia di John Sturges (1976)
- Il testamento (The Lagacy), regia di Richard Marquand (1978)
- Adorabile canaglia (The Class of Miss MacMichael), regia di Silvio Narizzano (1979)
- L'oca selvaggia colpisce ancora (The Sea Wolves), regia di Andrew V. McLaglen (1980)
- The Elephant Man, regia di David Lynch (1980)
- Misteriose forme di vita (Nightflyers), regia di Robert Collector (1987)
- Charlot (Chaplin), regia di Richard Attenborough (1992)
- Mrs. Dalloway, regia di Marleen Gorris (1997)
- L'uomo che sapeva troppo poco (The Man Who Knew Too Little), regia di Jon Amiel (1997)
- 8 donne e ½ (8 ½ Women), regia di Peter Greenaway (1999)
- Rogue Trader, regia di James Dearden (1999)
- Pandaemonium, regia di Julien Temple (2000)
- The Calling - La chiamata (The Calling), regia di Richard Caesar (2000)
- Le seduttrici (A Good Woman), regia di Mike Barker (2004)
- V per Vendetta (V for Vendetta), regia di James McTeigue (2005)
- Lassie, regia di Charles Sturridge (2005)
- Scoop, regia di Woody Allen (2006)
- Bella giornata per un matrimonio (Cheerful Weather for the Wedding), regia di Donald Rice (2012)
- The Happy Prince - L'ultimo ritratto di Oscar Wilde (The Happy Prince), regia di Rupert Everett (2018)
- Fuga in Normandia (The Great Escaper), regia di Oliver Parker (2023)

### Televisione
- Spazio 1999 (Space: 1999) – serie TV, episodio 2x08 (1976)
- Caccia al re (To Catch a King), regia di Clive Donner – film TV (1984)
- La signora in giallo (Murder, She Wrote) – serie TV, episodi 4x06-6x22 (1987-1990)
- L'ispettore Barnaby (Midsomer Murders) – serie TV, episodi 7x02-12x01 (2004-2009)
- Il Trono di Spade (Game of Thrones) – serie TV, episodio 1x01 (2011)
- Poirot (Agatha Christie's Poirot) – serie TV, episodio 13x05 (2013)
- The Crown – serie TV, episodio 1x08 (2016)
- King Lear, regia di Richard Eyre – film TV (2018)

## Doppiatori italiani
- Oreste Lionello in Cammina, non correre
- Gianfranco Bellini in La notte dell'aquila
- Gianni Marzocchi in The Elephant Man
- Gianni Vagliani in Charlot
- Carlo Sabatini in Le seduttrici
- Bruno Alessandro in V per Vendetta
- Carlo Valli in Fuga in Normandia